# Ion V. Gruia
Ion V. Gruia (n. 14 noiembrie 1895, Roman — d. 14 noiembrie 1952, Sighet) a fost un jurist, profesor universitar de drept și ministru român, deținut politic în închisorile comuniste.

## Biografie
Născut la Roman, Ion V. Gruia a devenit avocat, doctor în drept, profesor de drept constituțional și administrativ la Facultatea de Drept a Universității din București, decan din 1941, membru al Institutului Regal de Științe Administrative al României. Ion V. Gruia a fost deputat și Ministru de Justiție în guvernul Ion Gigurtu (4 iulie - 4 septembrie 1940). În calitate de Ministru de Justiție, Ion V. Gruia a promovat elemente legislative antisemite prin care nega din motive rasiale drepturile omului ale populației evreiești. De asemeni, Ion V. Gruia, împreună cu Primul Ministru Ion Gigurtu, a promovat legislația prin care erau excluși din Baroul București majoritatea membrilor avocați evrei și era limitată esențial activitatea profesională a membrilor rămași.
După instaurarea regimului comunist, Ion V. Gruia a fost exclus de la Facultatea de Drept în 1948, apoi a fost arestat în 1949 și transferat la penitenciarul de la Sighet, unde a decedat pe data de 14 noiembrie 1952.